# Ferrières-en-Gâtinais
Pour les articles homonymes, voir Ferrières et Gâtinais (homonymie).
Ferrières-en-Gâtinais est une commune française, située dans le département du Loiret en région Centre-Val de Loire.

## Géographie

### Localisation et communes limitrophes

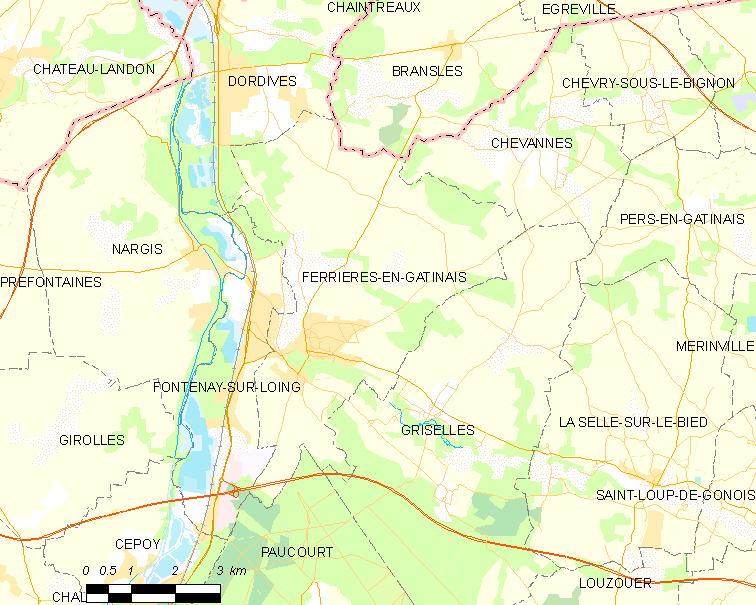
Carte de la commune de Ferrières-en-Gâtinais et des communes limitrophes.

La commune de Ferrières-en-Gâtinais se trouve dans le quadrant nord-est du département du Loiret, en limite du département de Seine-et-Marne dans la région agricole du Gâtinais pauvre. À vol d'oiseau, elle se situe à 68,9 km  d'Orléans, préfecture du département et à 10,9 km de Montargis, sous-préfecture.
Les communes les plus proches sont : Fontenay-sur-Loing (1,8 km), Griselles (3,2 km), Nargis (3,2 km), Paucourt (6,4 km), Dordives (6,4 km), Girolles (6,5 km), Cepoy (6,5 km), Chevannes (7,1 km), Bransles (7,3 km) et Préfontaines (7,6 km).

### Géologie et relief

#### Géologie
La commune se situe dans le sud du Bassin parisien, le plus grand des trois bassins sédimentaires français. Cette vaste dépression, occupée dans le passé par des mers peu profondes et des lacs, a été comblée, au fur et à mesure que son socle s’affaissait, par des sables et des argiles, issus de l’érosion des reliefs alentours, ainsi que des calcaires d’origine biologique, formant ainsi une succession de couches géologiques.
Les couches affleurantes sur le territoire communal sont constituées de formations superficielles du Quaternaire et de roches sédimentaires datant du Cénozoïque, l'ère géologique la plus récente sur l'échelle des temps géologiques, débutant il y a 66 millions d'années, et du Mésozoïque, anciennement appelé Ère secondaire, qui s'étend de −252,2 à −66,0 Ma. La formation la plus ancienne est de la craie blanche à silex remontant à la période Crétacé. La formation la plus récente est des alluvions récentes des lits mineurs remontant à l’époque Holocène de la période Quaternaire. Le descriptif de ces couches est détaillé dans  les feuilles « n°329 - Château-Landon » et « n°365 - Montargis » de la carte géologique au 1/50 000ème du département du Loiret, et leurs notices associées,.

Carte géologique de la commune.

|  | Fz : | alluvions récentes des lits mineurs, Holocène                              |
|  | Fx : | alluvions de basse terrasse de la Loire, Pléistocène (Wurm), terrasse +5 m |

|  | qOE : | Limons et Loess, Quaternaire |

|  | e7-g1CBr : | calcaires de Gien et de Briare, Éocène supérieur à Oligocène |
|  | e5CM-MV :  | calcaire de Morancez et marne de Villeau, Lutétien           |
|  | e4PN :     | poudingue de Nemours, Paléocène-Éocène inférieur             |
|  | e4A :      | argile à faciès sparnacien, Paléocène-Éocène inférieur       |

|  | e1-4Rc : | complexe argilo-sableux à silex = argiles à silex, Paléocène-Éocène inférieur |

|  | c5Cr : | craie blanche à silex, Campanien |
|  | c4Cr : | craie blanche à silex, Santonien |

#### Relief
La superficie cadastrale de la commune publiée par l’Insee, qui sert de références dans toutes les statistiques, est de 27,32 km2,. La superficie géographique, issue de la BD Topo, composante du Référentiel à grande échelle produit par l'IGN, est quant à elle de 27,37 km2. Son relief est relativement plat puisque la dénivelée maximale atteint 49 mètres. L'altitude du territoire varie entre 72 m et 121 m.

### Hydrographie

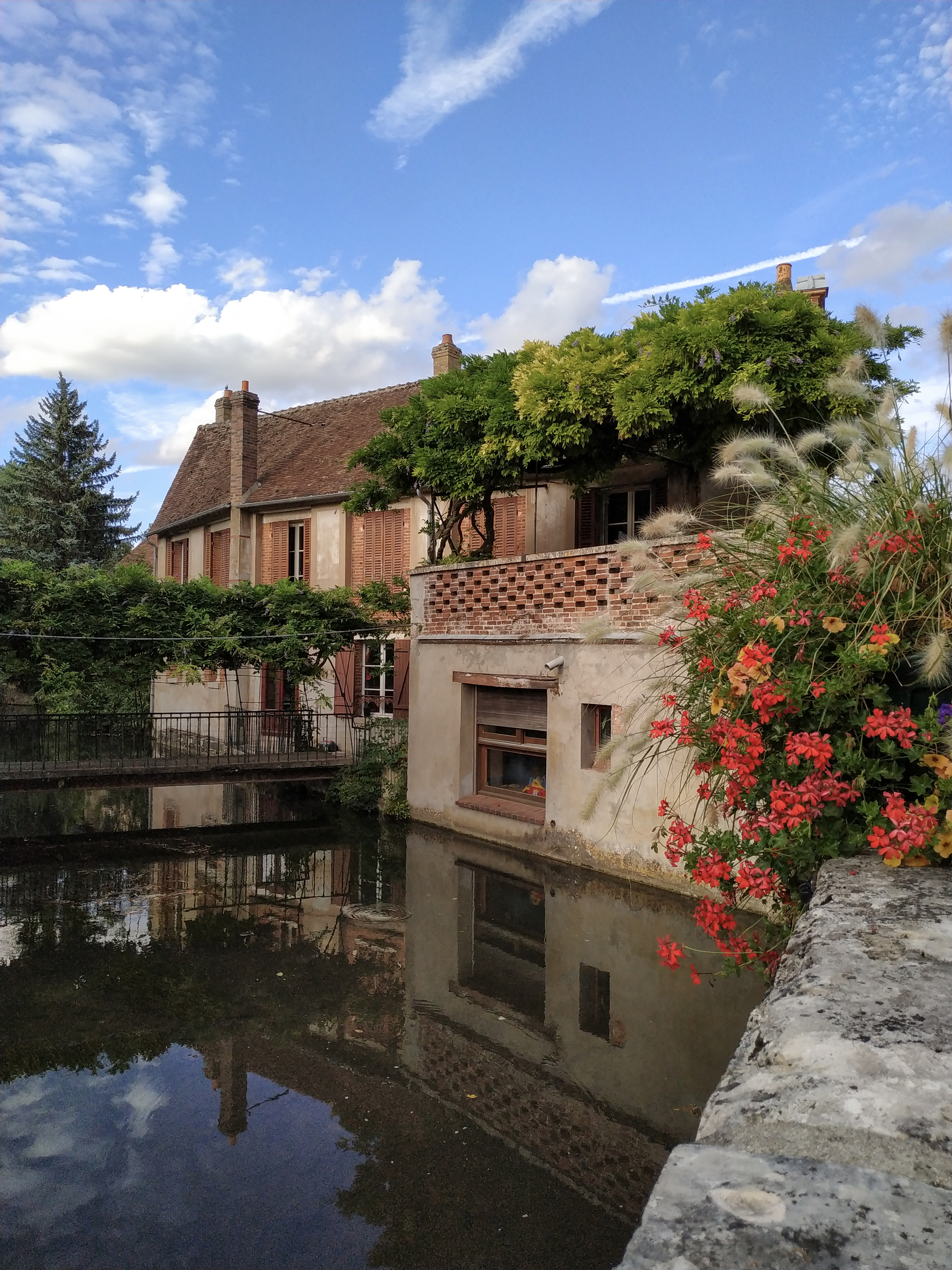
La Cléry, au niveau de la Rue du Perray.

L'affluent du Loing, la Cléry et son affluent, la Gobine, traversent la commune.

### Routes et transports
La commune est desservie par la gare SNCF de Ferrières - Fontenay située sur la ligne de Moret - Veneux-les-Sablons à Lyon-Perrache entre les gares de Paris-Gare de Lyon et Montargis.

### Lieux-dits et écarts
Les hameaux de Saint-Séverin, Petit-Ambreville, le Grand-Ambreville, Collumeaux, le Bois du Sellier, Egrefin, Birague, la Queue-de-l'Étang, Tirelande, le Perrocher, la Grange Tasche, le hameau du Pressoir et le lotissement des gros bois

### Climat
Pour des articles plus généraux, voir Climat du Centre-Val de Loire et Climat du Loiret.
En 2010, le climat de la commune est de type climat océanique dégradé des plaines du Centre et du Nord, selon une étude du CNRS s'appuyant sur une série de données couvrant la période 1971-2000. En 2020, Météo-France publie une typologie des climats de la France métropolitaine dans laquelle la commune est exposée à un climat océanique altéré et est dans la région climatique Nord-est du bassin Parisien, caractérisée par un ensoleillement médiocre, une pluviométrie moyenne régulièrement répartie au cours de l’année et un hiver froid (3 °C).
Pour la période 1971-2000, la température annuelle moyenne est de 11 °C, avec une amplitude thermique annuelle de 15,8 °C. Le cumul annuel moyen de précipitations est de 710 mm, avec 11,1 jours de précipitations en janvier et 7,4 jours en juillet. Pour la période 1991-2020, la température moyenne annuelle observée sur la station météorologique de Météo-France la plus proche, sur la commune d'Amilly à 13 km à vol d'oiseau, est de 11,7 °C et le cumul annuel moyen de précipitations est de 642,8 mm,. Pour l'avenir, les paramètres climatiques de la commune estimés pour 2050 selon différents scénarios d'émission de gaz à effet de serre sont consultables sur un site dédié publié par Météo-France en novembre 2022.

## Urbanisme

### Typologie
Au 1er janvier 2024, Ferrières-en-Gâtinais est catégorisée bourg rural, selon la nouvelle grille communale de densité à sept niveaux définie par l'Insee en 2022.
Elle appartient à l'unité urbaine de Ferrières-en-Gâtinais, une agglomération intra-départementale regroupant deux  communes, dont elle est ville-centre,,. Par ailleurs la commune fait partie de l'aire d'attraction de Paris, dont elle est une commune de la couronne,.

### Occupation des sols
L'occupation des sols de la commune, telle qu'elle ressort de la base de données européenne d’occupation biophysique des sols Corine Land Cover (CLC), est marquée par l'importance des territoires agricoles (72,8 % en 2018), en diminution par rapport à 1990 (74,8 %). La répartition détaillée en 2018 est la suivante : 
terres arables (66,4 %), forêts (18,4 %), zones urbanisées (7,6 %), zones agricoles hétérogènes (5,5 %), zones industrielles ou commerciales et réseaux de communication (1,1 %), prairies (1 %), espaces verts artificialisés, non agricoles (0,1 %).
L'évolution de l’occupation des sols de la commune et de ses infrastructures peut être observée sur les différentes représentations cartographiques du territoire : la carte de Cassini (XVIIIe siècle), la carte d'état-major (1820-1866) et les cartes ou photos aériennes de l'IGN pour la période actuelle (1950 à aujourd'hui).

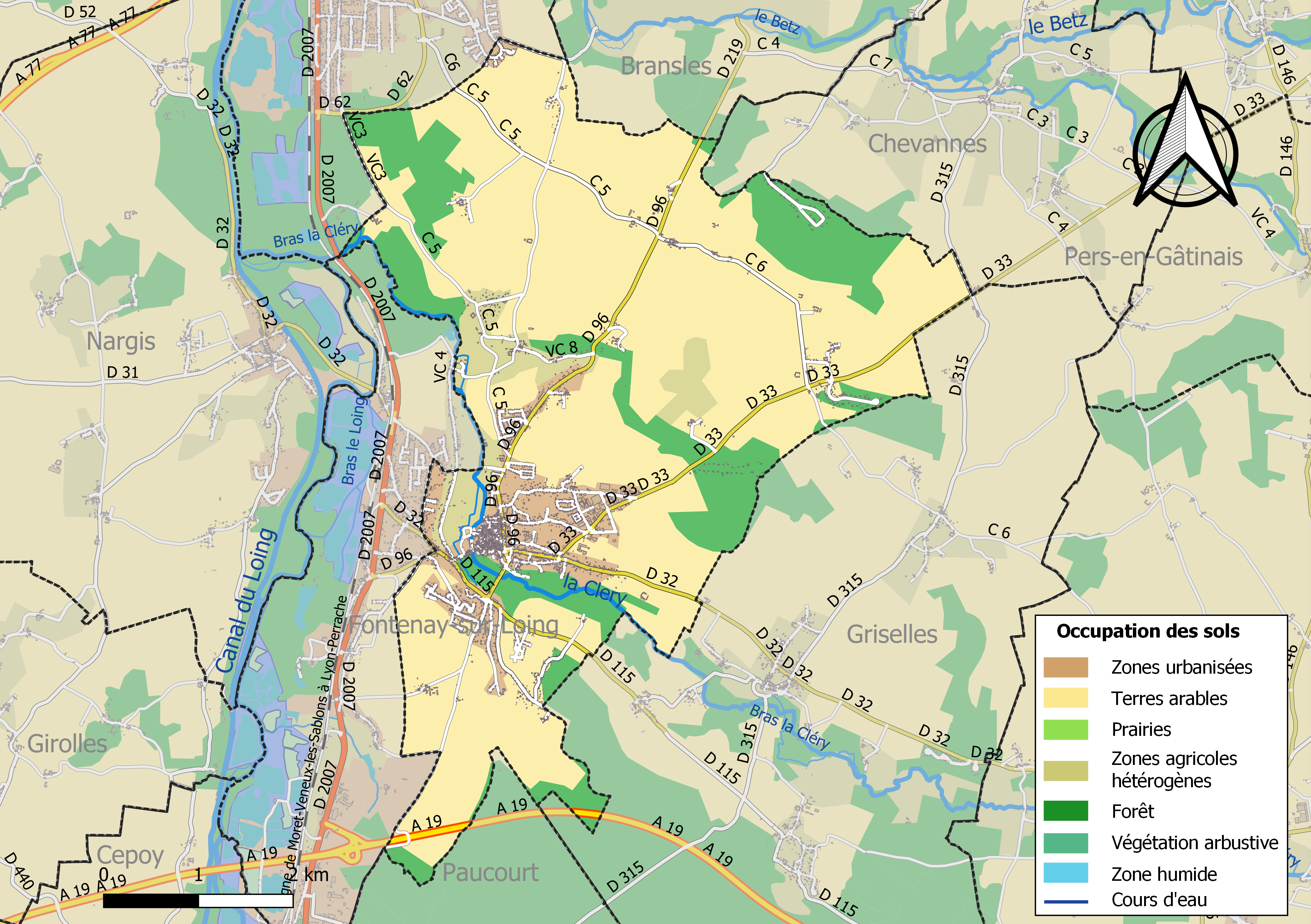
Carte des infrastructures et de l'occupation des sols de la commune en 2018 (CLC).
Carte orthophotographique de la commune en 2016.

## Toponymie
La commune était anciennement dénommée Ferrières. L'actuelle dénomination a été officialisée par décret du 1er février 2001 prenant effet le 4 février suivant. Toutefois, on la rencontre fréquemment dès le XVIIe siècle dans divers textes (actes notariés) et dans la vie courante tout au long du XXe siècle (panneaux de signalisation).
Pluriel de l’oïl ferriere, « Installation pour extraire, fondre et forger le fer ». Dérivé de fer, avec le suffixe -ière.

## Histoire
Sous l'Ancien Régime, la paroisse Saint-Éloy de Ferrières dépendait, dans l'ordre hiérarchique croissant, du doyenné ou chrétienté de Ferrières, puis de l'archidiaconé du Gâtinais et enfin de l'archevêché de Sens.
Le 4 septembre 879, les frères Louis III et Carloman II y sont couronnés rois en tandem dans l'abbaye Saint-Pierre-et-Saint-Paul.
On note la présence de tanneries dans la basse ville sous l'Ancien Régime, présence liée au cours d'eau, la Cléry, qui contourne la ville.

## Politique et administration

### Découpage territorial

#### Bloc communal: Commune et intercommunalités
La paroisse de Ferrières acquiert le statut de municipalité avec le  décret du 12 novembre 1789 de l'Assemblée Nationale puis celui de « commune », au sens de l'administration territoriale actuelle, par le décret de la Convention nationale du 10 brumaire an II (31 octobre 1793). Il faut toutefois attendre la loi du 5 avril 1884 sur l'organisation municipale pour qu'un régime juridique uniforme soit défini pour toutes les communes de France, point de départ de l’affirmation progressive des communes face au pouvoir central.
La commune change de dénomination en 2001 et prend le nom de Ferrières-en-Gâtinais.

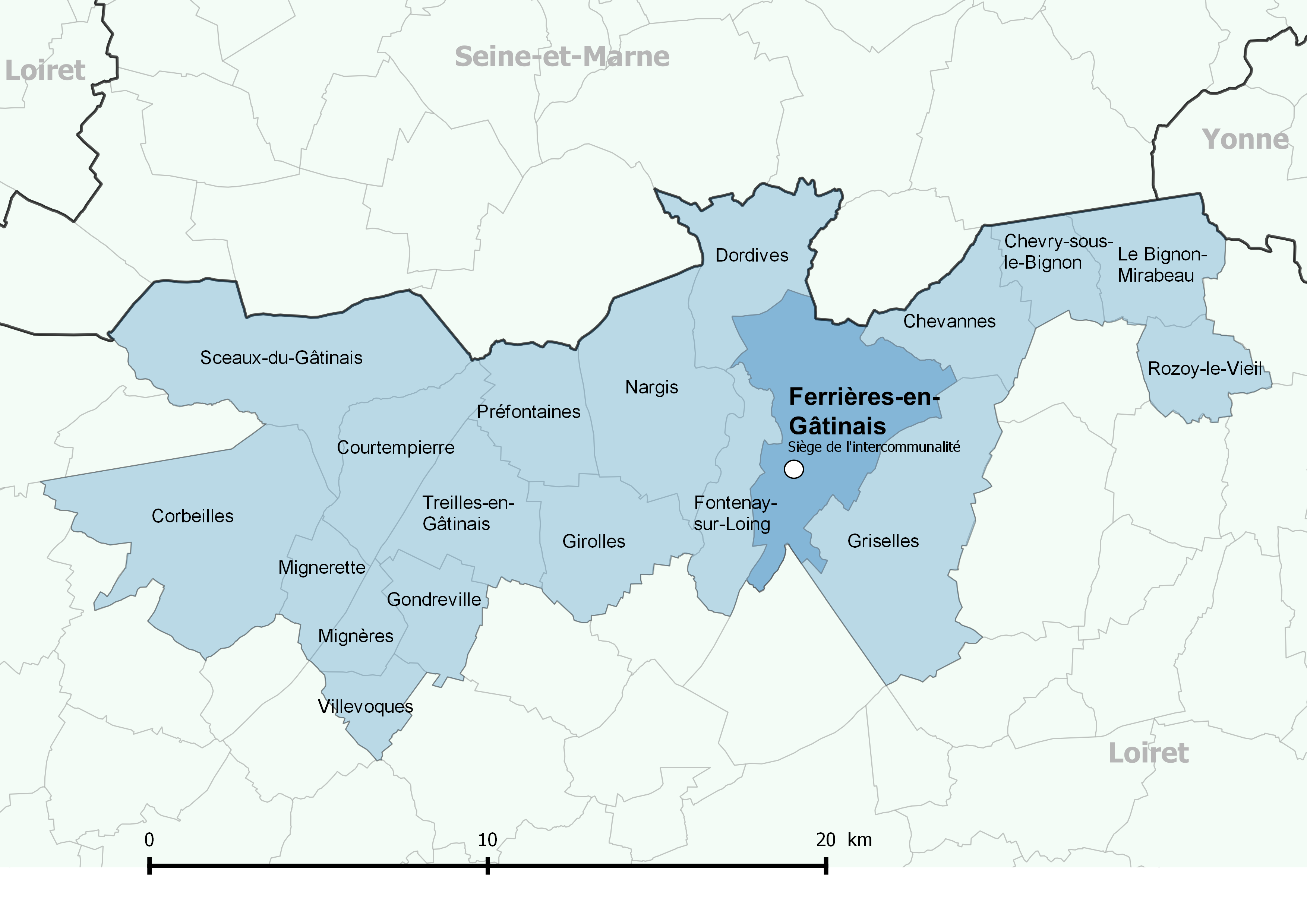
Localisation de la commune de Ferrières-en-Gâtinais dans la communauté de communes des Quatre Vallées.

La commune est membre de la communauté de communes des Quatre Vallées depuis sa création le 13 décembre 1996. Cette intercommunalité succède au SIVOM de Ferrières-en-Gâtinais, créé en mai 1966, et au SIVOM de Corbeilles.
La loi du 24 mars 2014  pour l'accès au logement et un urbanisme rénové, dite loi ALUR, fait évoluer de manière significative les compétences en matière d'urbanisme, dont certaines sont transférées de la commune à la communauté de communes.
La loi du 7 août 2015 portant nouvelle organisation territoriale de la République (dite loi NOTRe), visant une réduction du nombre d'intercommunalités en France, fait passer de 5 000 à 15 000 habitants, sauf exceptions, le seuil démographique minimal pour constituer une communauté de communes et a un impact sur les périmètres des intercommunalités du département du Loiret dont le nombre passe de 28 à 16. Mais la communauté de communes des Quatre Vallées ne voit pas son périmètre changer et la commune de Ferrières-en-Gâtinais en reste donc membre. Cette loi a toutefois un impact sur ses compétences avec l'attribution par exemple de la gestion des milieux aquatiques et de la prévention des inondations à partir du 1er janvier 2018.

#### Circonscriptions de rattachement
Sous l'Ancien Régime, à la veille des États généraux de 1789, la paroisse de Ferrières-en-Gâtinais était rattachée sur le plan ecclésiastique de l'ancien diocèse de Sens et sur le plan judiciaire au bailliage de Montargis.
La loi du 22 décembre 1789 divise le pays en 83 départements découpés chacun en six à neuf districts eux-mêmes découpés en cantons regroupant des communes. Les districts, tout comme les départements, sont le siège d’une administration d’État et constituent à ce titre des circonscriptions administratives. La commune de Ferrières-en-Gâtinais est alors incluse dans le canton de Ferrières, le district de Montargis et le département du Loiret.
La recherche d’un équilibre entre la volonté d’organiser une administration dont les cadres permettent l’exécution et le contrôle des lois d’une part, et la volonté d’accorder une certaine autonomie aux collectivités de base (paroisses, bourgs, villes) d’autre part, s’étale de 1789 à 1838. Les découpages territoriaux évoluent ensuite au gré des réformes visant à décentraliser ou recentraliser l'action de l'État. La régionalisation fonctionnelle des services de l'État (1945-1971) aboutit à la création de régions. L'acte I de la décentralisation de 1982-1983 constitue une étape importante en donnant l'autonomie aux collectivités territoriales, régions, départements et communes. L'acte II intervient en 2003-2006, puis l'acte III en 2012-2015.
Le tableau suivant présente les rattachements, au niveau infra-départemental, de la commune de Ferrières-en-Gâtinais aux différentes circonscriptions administratives et électorales ainsi que l'historique de l'évolution de leurs territoires.
| Circonscription             | Nom                | Période   | Type                         | Évolution du découpage territorial |
| --------------------------- | ------------------ | --------- | ---------------------------- | --- |
| District                    | Montargis          | 1790-1795 | Administrative               | La commune est rattachée au district de Montargis de 1790 à 1795,. La Constitution du 5 fructidor an III, appliquée à partir de vendémiaire an IV (1795) supprime les districts, rouages administratifs liés à la Terreur, mais maintient les cantons qui acquièrent dès lors plus d'importance. |
| Canton                      | Ferrières          | 1790-1801 | Administrative et électorale | Le 10 février 1790, la municipalité de Ferrières est rattachée au canton de Ferrières. Les cantons acquièrent une fonction administrative avec la disparition des districts en 1795. |
| Canton                      | Ferrières          | 1801-2015 | Administrative et électorale | Sous le Consulat, un redécoupage territorial visant à réduire le nombre de justices de paix ramène le nombre de cantons dans le Loiret de 59 à 31. Ferrières est alors rattachée par arrêté du 9 vendémiaire an X (30 septembre 1801) au canton de Ferrières,, qui devient canton de Ferrières-en-Gâtinais en 2001. |
| Canton                      | Courtenay          | 2015-     | Électorale                   | La loi du 17 mai 2013 et ses décrets d'application publiés en février et mars 2014 introduisent un nouveau découpage territorial pour les élections départementales. La commune est alors rattachée au nouveau canton de Courtenay. Depuis cette réforme, plus aucun service de l'État n'exerce sa compétence sur un territoire s'appuyant sur le nouveau découpage cantonal. Le canton a disparu en tant que circonscription administrative de l'État ; il est désormais uniquement une circonscription électorale dédiée à l'élection d'un binôme de conseillers départementaux siégeant au conseil départemental. |
| Arrondissement              | Montargis          | 1801-     | Administrative               | Ferrières-en-Gâtinais est rattachée à l'arrondissement de Montargis depuis sa création en 1801,. |
| Circonscription législative | 4e circonscription | 2010-     | Électorale                   | Lors du découpage législatif de 1986, le nombre de circonscriptions législatives passe dans le Loiret de 4 à 5. Un nouveau redécoupage intervient en 2010 avec la loi du 23 février 2010. En attribuant un siège de député « par tranche » de 125 000 habitants, le nombre de circonscriptions par département varie désormais de 1 à 21,. Dans le Loiret, le nombre de circonscriptions passe de cinq à six. Ferrières-en-Gâtinais, initialement rattachée à la cinquième circonscription, est, après 2010, rattachée à la quatrième circonscription.                                                               |

#### Collectivités de rattachement
La commune de Ferrières-en-Gâtinais est rattachée au département du Loiret et à la région Centre-Val de Loire, à la fois circonscriptions administratives de l'État et collectivités territoriales.

### Politique et administration municipales

#### Conseil municipal et maire

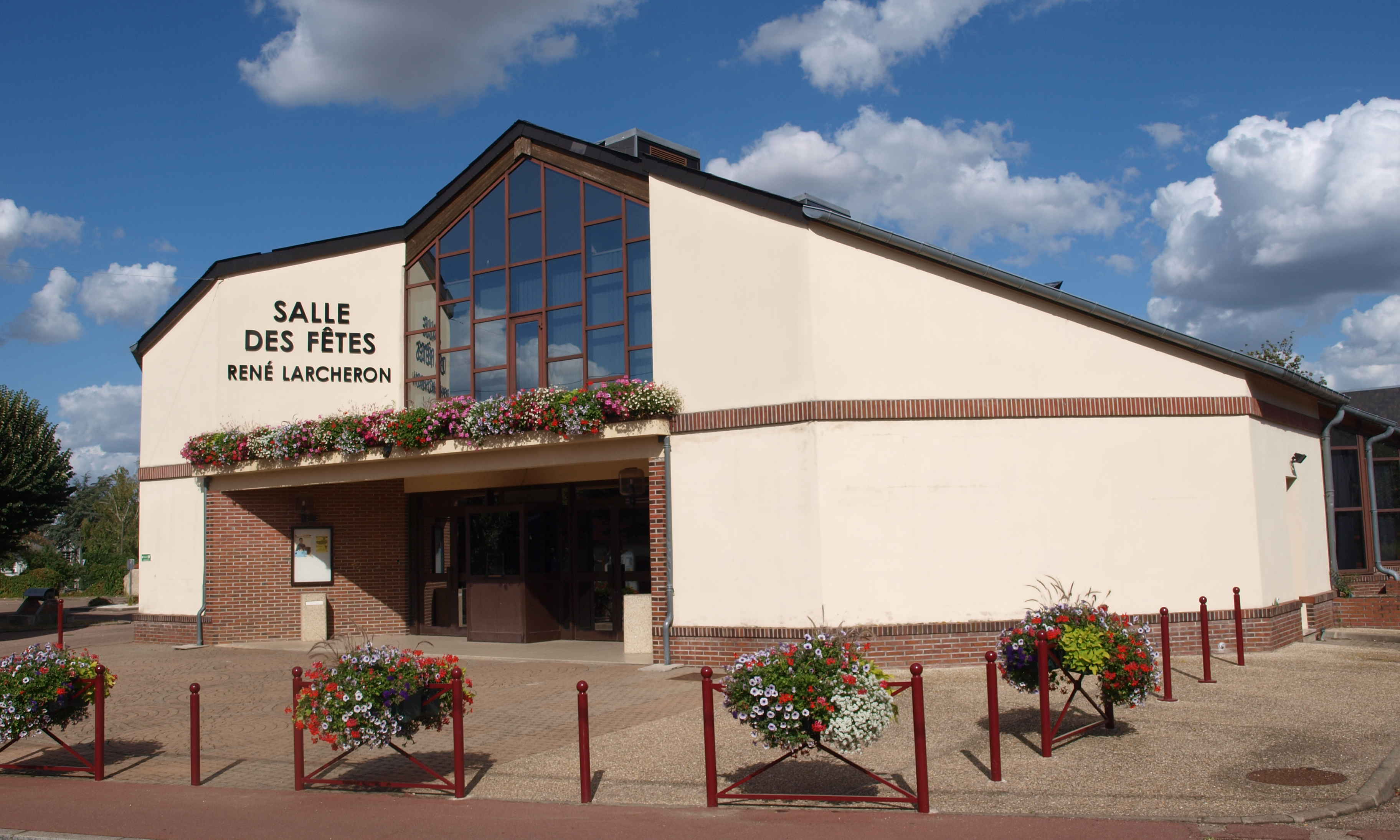
La salle des fêtes René-Larcheron, du nom de l'ancien maire de la commune.

Depuis les élections municipales de 2014, le conseil municipal de Ferrières-en-Gâtinais, commune de plus de 1 000 habitants, est élu au scrutin proportionnel de liste à deux tours (sans aucune modification possible de la liste), pour un mandat de six ans renouvelable. Il est composé de 27 membres. L'exécutif communal est constitué par le maire, élu par le conseil municipal parmi ses membres, pour un mandat de six ans, c'est-à-dire pour la durée du mandat du conseil.
| Période                                  | Période   | Identité          | Étiquette | Qualité                                                                                      |
| ---------------------------------------- | --------- | ----------------- | --------- | -------------------------------------------------------------------------------------------- |
| 1975                                     | mars 1983 | Fernand Roger     |           |                                                                                              |
| mars 1983                                | mars 2001 | René Larcheron    |           |                                                                                              |
| mars 2001                                | mars 2008 | Marius Charnay    |           |                                                                                              |
| mars 2008                                | En cours  | Gérard Larcheron, | DVD       | Ancien cadre, Président de la Communauté de communes des Quatre Vallées (Loiret) depuis 2018 |
| Les données manquantes sont à compléter. |           |                   |           |                                                                                              |

#### Jumelage
Saerbeck (Allemagne) depuis 1994
En 2008, la commune a reçu le label « Ville Internet ».

## Équipements et services

### Environnement

#### Gestion des déchets
En 2016, la commune est membre du syndicat mixte de ramassage et de traitement des ordures ménagères (SMIRTOM) de Montargis, créé en 1968. Celui-ci assure la collecte et le traitement des ordures ménagères résiduelles, des emballages ménagers recyclables et des encombrants en porte à porte et du verre en points d’apport volontaire. Un réseau de trois déchèteries accueille les encombrants et autres déchets spécifiques (déchets verts, déchets dangereux, gravats, ferraille, cartons…). La déchèterie la plus proche est située sur la commune de Dordives. Le SMIRTOM de Montargis procède également à l'élimination et la valorisation énergétique des déchets ménagers et de ceux issus de la collecte sélective dans l'unité d'Amilly, construite en 1969. Une convention de délégation du service public de traitement a été conclue en 2013 avec la société Novergie Centre, filiale énergie du Groupe Suez pour la valorisation énergétique des déchets.
Depuis le 1er janvier 2017, la « gestion des déchets ménagers » ne fait plus partie des compétences de la commune mais est une compétence obligatoire de la communauté de communes des Quatre Vallées en application de la loi NOTRe du 7 août 2015.

#### Production et distribution d'eau
Le service public d’eau potable est une compétence obligatoire des communes depuis l’adoption de la loi du 30 décembre 2006 sur l’eau et les milieux aquatiques. Au 31 décembre 2016, la production de l'eau potable sur le territoire communal est assurée par le syndicat intercommunal PEP La Prairie et la distribution par la commune.
La loi NOTRe du 7 août 2015 prévoit que le transfert des compétences « eau et assainissement » vers les communautés de communes sera obligatoire à compter du 1er janvier 2020. Le transfert d’une compétence entraîne  de  facto la mise à disposition gratuite de plein droit des biens, équipements et services publics utilisés, à la date du transfert, pour l'exercice de ces compétences et la substitution de la communauté dans les droits et obligations des communes,.

#### Assainissement
La compétence assainissement, qui recouvre obligatoirement la collecte, le transport et l’épuration des eaux usées, l’élimination des boues produites, ainsi que le contrôle des raccordements aux réseaux publics de collecte, est assurée  par la commune elle-même.
La commune est raccordée à une station d'épuration située sur le territoire de la commune de Ferrières, mise en service le 1er mai 2004 et dont la capacité nominale de traitement est de  5 500 EH, soit 885 m3/jour. Cet équipement utilise un procédé d'épuration biologique dit « à boues activées ». Son exploitation est assurée par Lyonnaise des Eaux Amilly,.
L’assainissement non collectif (ANC) désigne les installations individuelles de traitement des eaux domestiques qui ne sont pas desservies par un réseau public de collecte des eaux usées et qui doivent en conséquence traiter elles-mêmes leurs eaux usées avant de les rejeter dans le milieu naturel. En 2017, la communauté de communes des Quatre Vallées assure le service public d'assainissement non collectif (SPANC), qui a pour mission de vérifier la bonne exécution des travaux de réalisation et de réhabilitation, ainsi que le bon fonctionnement et l’entretien des installations,.

## Population et société

### Démographie
L'évolution du nombre d'habitants est connue à travers les recensements de la population effectués dans la commune depuis 1793. Pour les communes de moins de 10 000 habitants, une enquête de recensement portant sur toute la population est réalisée tous les cinq ans, les populations de référence des années intermédiaires étant quant à elles estimées par interpolation ou extrapolation. Pour la commune, le premier recensement exhaustif entrant dans le cadre du nouveau dispositif a été réalisé en 2007.
En 2022, la commune comptait 3 794 habitants, en évolution de +3,49 % par rapport à 2016 (Loiret : +1,89 %, France hors Mayotte : +2,11 %).
| 1793  | 1800  | 1806  | 1821  | 1831  | 1836  | 1841  | 1846  | 1851  |
| ----- | ----- | ----- | ----- | ----- | ----- | ----- | ----- | ----- |
| 1 476 | 1 610 | 1 529 | 1 562 | 1 779 | 1 782 | 1 788 | 1 762 | 1 856 |

| 1856  | 1861  | 1866  | 1872  | 1876  | 1881  | 1886  | 1891  | 1896  |
| ----- | ----- | ----- | ----- | ----- | ----- | ----- | ----- | ----- |
| 1 812 | 1 829 | 1 967 | 1 866 | 2 076 | 1 900 | 1 807 | 1 628 | 1 675 |

| 1901  | 1906  | 1911  | 1921  | 1926  | 1931  | 1936  | 1946  | 1954  |
| ----- | ----- | ----- | ----- | ----- | ----- | ----- | ----- | ----- |
| 1 593 | 1 580 | 1 487 | 1 369 | 1 348 | 1 312 | 1 342 | 1 326 | 1 397 |

| 1962  | 1968  | 1975  | 1982  | 1990  | 1999  | 2006  | 2007  | 2012  |
| ----- | ----- | ----- | ----- | ----- | ----- | ----- | ----- | ----- |
| 1 506 | 1 473 | 1 806 | 2 367 | 2 896 | 3 049 | 3 296 | 3 330 | 3 530 |

| 2017  | 2022  | - | - | - | - | - | - | - |
| ----- | ----- | - | - | - | - | - | - | - |
| 3 687 | 3 794 | - | - | - | - | - | - | - |

### Manifestations culturelles et festivités
Les Nocturnes de Ferrières, en juillet et août (4 ou 5 soirées) dont la première édition remonte à 1982.

## Économie
Ferrières-en-Gâtinais possède depuis 1970 une zone industrielle.
La principale entreprise est la société Redex qui emploie 400 salariés, c'est une entreprise de constructions mécaniques (organes de transmission à base d'engrenages et biens d'équipement mécaniques pour la métallurgie et la sidérurgie : laminoirs à froid, lignes de planage) ; son chiffre d'affaires est de 70 M€ dont 80 % à l'exportation.
Les autres entreprises de la zone sont Medicis (pralines et dragées), CPCE (conditionnement de produits chimiques et d'entretien), Tinet (travaux publics) et LRP (presses à découper et à emboutir).

## Culture locale et patrimoine

### Lieux et monuments
- L'Abbaye Saint-Pierre-et-Saint-Paul est classée Monument historique sur la liste de 1840[79]. Succédant à une première basilique de ce nom fondée dit-on par le roi Clovis Ier, l'abbaye elle-même étant fondée au VIIe siècle par des disciples de saint Colomban, moine irlandais. Les rois carolingiens Louis III, roi de Francie et de Neustrie, et son frère Carloman, roi d'Aquitaine et de Bourgogne, y furent sacrés en 879 ;
- Église Notre-Dame-de-Bethléem. La première chapelle portant ce nom fut construite à cet endroit à l'initiative des missionnaires saint Savinien, saint Potentien et saint Altin. A l'extérieur, un ancien cimetière des enfants mort-nés est présent.
- La croix de l'Hosannaire[80] et la croix Saint-Apolline[81] inscrites à l'inventaire des Monuments historiques depuis le 12 juin  1926.
- Les lavoirs dont le lavoir des Martinets présents sur la Cléry. La particularité du lavoir des Martinets est sa mobilité grâce à son plancher qui suit le cours de l'eau. Une cheminée permettait de faire chauffer l'eau
- La grange aux dimes est un bâtiment qui servait de place pour que les Ferrièrois payent la dîme
- L'étang des Moines
- La chapelle Saint-Lazare qui accueille aujourd'hui un magasin d'antiquités

### Patrimoine naturel

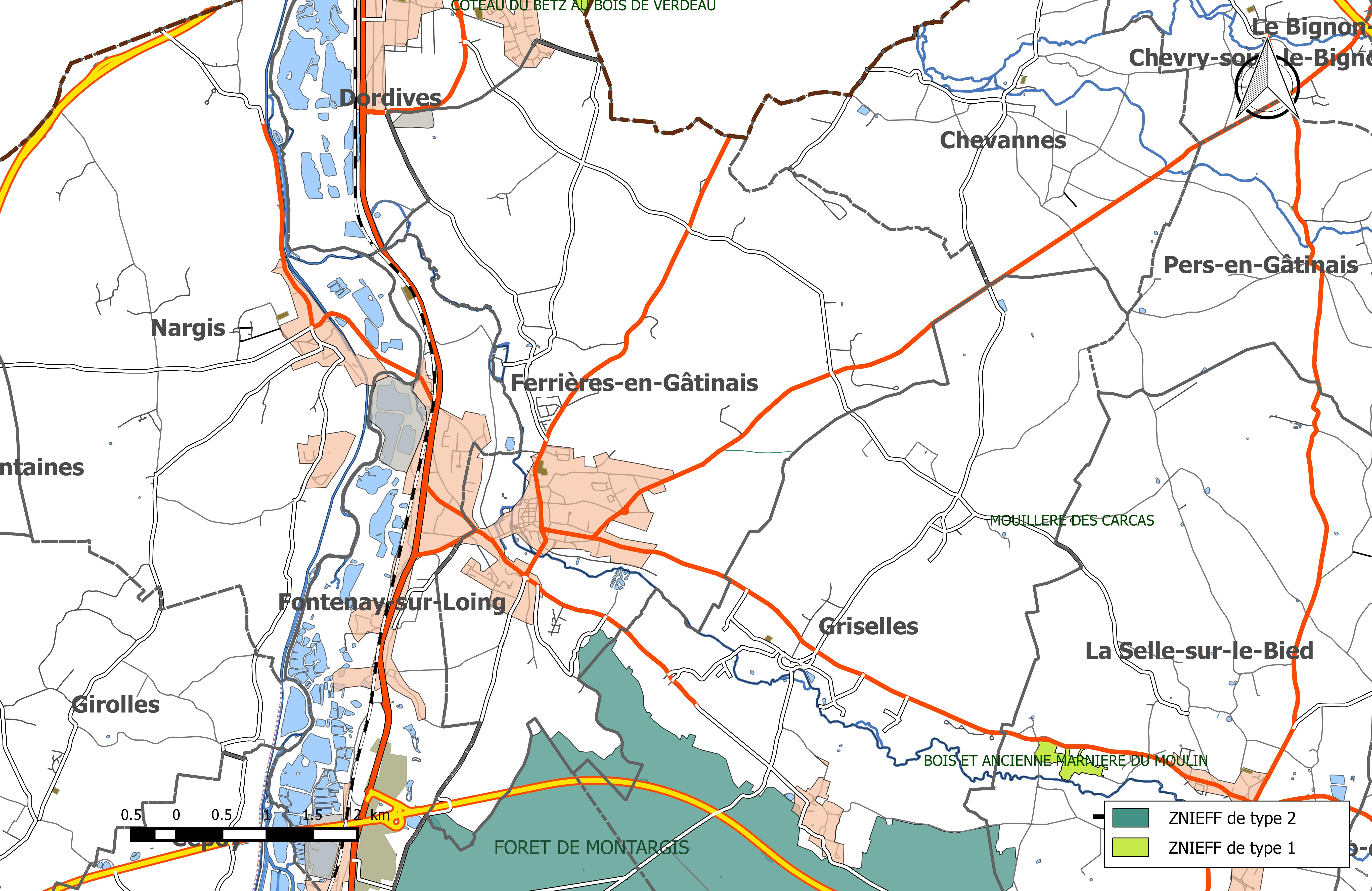
Carte des ZNIEFF de la commune et de ses abords.

L’inventaire des zones naturelles d'intérêt écologique, faunistique et floristique (ZNIEFF) a pour objectif de réaliser une couverture des zones les plus intéressantes sur le plan écologique, essentiellement dans la perspective d’améliorer la connaissance du patrimoine naturel national et de fournir aux différents décideurs un outil d’aide à la prise en compte de l’environnement dans l’aménagement du territoire. Le territoire communal de Ferrières-en-Gâtinais comprend une ZNIEFF.
La ZNIEFF, de deuxième génération et de type 2, dénommée forêt de Montargis, d'une superficie de 4 598 hectares, est répertoriée depuis 1985-86 pour ses intérêts écologiques et faunistiques. Elle s'étend sur 9 communes, dont Ferrières-en-Gâtinais pour une petite frange nord de la ZNIEFF correspondant à la partie extrême sud de la commune. Son altitude varie entre 88 et 133 m. Le chêne est l'essence la plus représentée, toutefois, la chênaie-hêtraie est présente sous forme de stations de faible superficie. La flore se caractérise par la présence de végétaux associés aux sols acides comme la callune (Calluna vulgaris), la violette des chiens (Viola canina) ou la myrtille (Vaccinium myrtillus), et aux sols neutres à légèrement alcalins sur calcaire ou marne (Rosa micrantha, la scille à deux feuilles  (Scilla bifolia), le céphalanthère à longues feuilles (Cephalanthera longifolia), le gaillet odorant (Galium odoratum). Un réseau complexe de mares (toutes ne sont pas en eau la même année) conduit à de notables déplacements d'amphibiens en période de reproduction. Le nord-est du massif est ainsi directement concerné. Le nord du massif, nettement relié à la vallée de la Clairis correspond également à un secteur de mouvements importants de mammifères grands et petits ainsi que pour l'avifaune. L' intérêt pour les chiroptères semble s'être déplacé durant les années vers la vallée de la Clairis.
La forêt de Montargis est gérée par l'Office national des forêts.

### Héraldique
| Blason de Ferrières-en-Gâtinais | Les armes de Ferrières-en-Gâtinais se blasonnent ainsi : D'azur à deux clefs passées en sautoir, celle en bande d'argent brochant sur celle en barre d'or, accompagnées en chef et en pointe de deux fleurs de lys du même, à senestre d'une étoile du même et à dextre d'un croissant contourné aussi d'argent. |

Le blason de Ferrières a été adopté en Conseil municipal le 9 juillet 1963.
La symbolique choisie est la suivante :
- Le fond bleu et les Fleurs de lys évoquent les armes de France, et donc la puissance royale, deux rois (Louis III de France et son frère Carloman II de France en 879) y ayant été couronnés ;
- Les clés d'argent et d'or représentent la Papauté, quatre papes étant venus à Ferrières, et en hommage à Saint Pierre, patron de l'abbatiale ;
- Le croissant de Lune et l'étoile font référence au monachisme, mais aussi aux compagnons-bâtisseurs ;

Le seul ornement extérieur officiel est une couronne murale à trois tours.

### Personnalité liée à la commune
- Loup de Ferrières (v. 805-862)), abbé de l'abbaye de Ferrières, qui joua un rôle prépondérant comme théologien augustinien et organisateur de l'Église de France, et assista en 853 au concile de Soissons.
- René Gastellier (1741-1821), médecin, avocat et homme politique français, est né dans la commune[89].
- François Maulmond (1772-1838), général de la République et de l'Empire.
- Laurent Cyprien Flye (1785-1860), homme politique né à Ferrières, député de l'Oise de 1848 à 1849.
- Jeanne Oddo-Deflou (1856-1940), féministe française, est née dans la commune[90]
- Pierre Pujo (1929-2007), homme politique